# Jar-ptiza

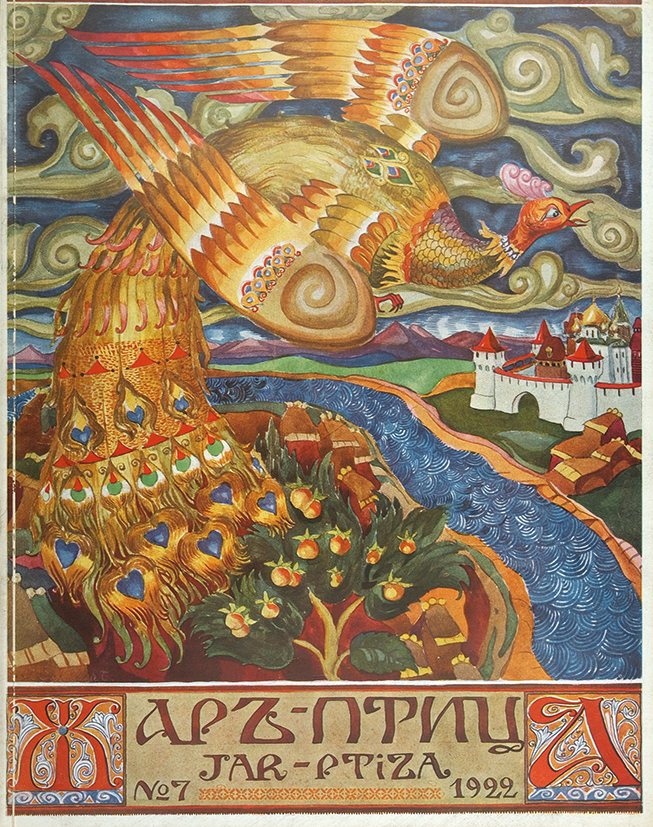
Titelblatt 7/1922

Jar-ptiza (russisch Жар-птица Schar-ptiza, Feuervogel), auch Jar-ptitza war eine russische Kunstzeitschrift, die in Berlin von 1921 bis 1926 erschien.

## Inhalt
Es erschienen 14 Nummern in 13 Ausgaben, die ersten in Berlin, die letzte in Paris.
Die Zeitschrift enthält Artikel über russische Kunst und Kultur, Prosatexte und Gedichte, Rezensionen, Werbung und hochwertige farbige Illustrationen von russischen Künstlern im Exil.
Die Auflage betrug wahrscheinlich etwa 300 Exemplare.
Die meisten Texte sind in russischer Sprache geschrieben, einige in Deutsch oder Englisch.